# Arcadius

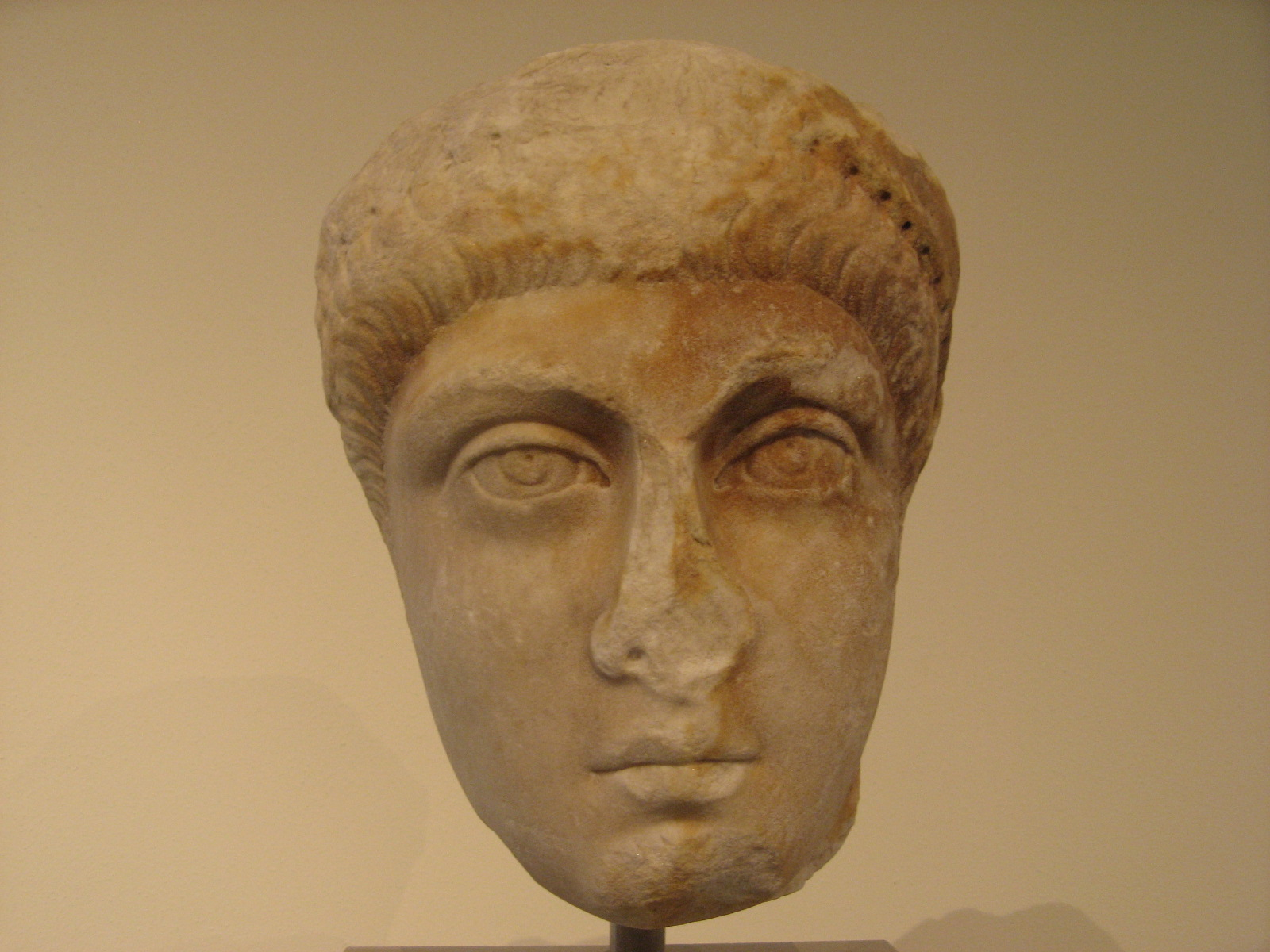
Portraitkopf eines jungen Kaisers in der Antikensammlung Berlin, vermutlich Ende des 4. Jahrhunderts, üblicherweise mit Arcadius identifiziert

Flavius Arcadius (gräzisiert Arkadios Ἀρκάδιος; * um 377 in Hispanien; † 1. Mai 408 in Konstantinopel) war zwischen 395 und 408 Kaiser der Osthälfte des Imperium Romanum und gilt daher als der erste Herrscher des Oströmischen bzw. Byzantinischen Reiches.

## Leben

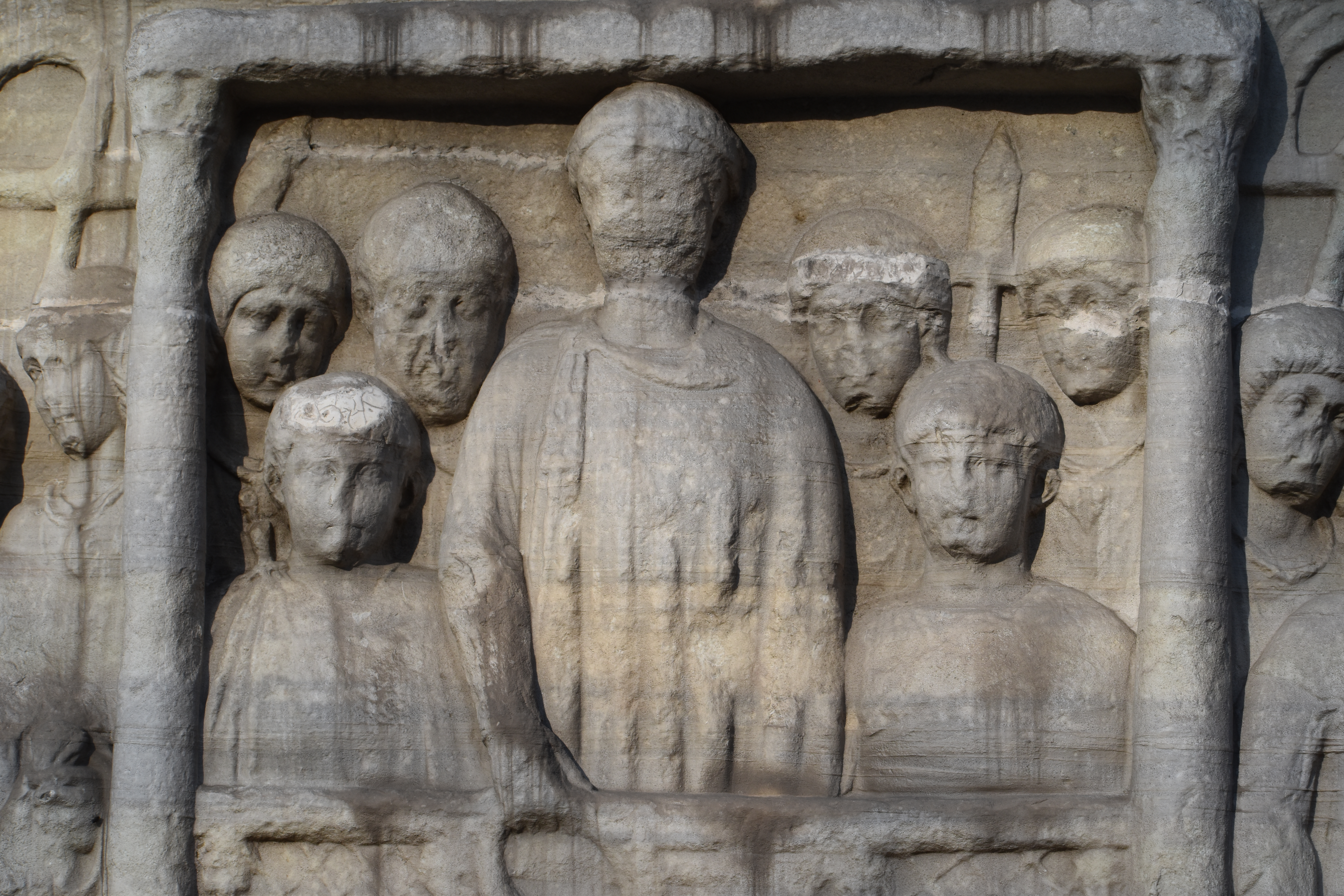
Detail der Südostseite des Sockels des Theodosiusobelisken, Konstantinopel, 390 n. Chr. Der Kaiser in der Mitte wird teilweise als Arcadius gedeutet, der zu dieser Zeit die Regierungsgeschäfte im Osten führte, der alte Mann rechts hinter ihm (links oben aus Betrachterperspektive) könnte sein Berater Flavius Eutolmius Tatianus sein.

### Jugend
Arcadius war der älteste Sohn Kaiser Theodosius’ I. und Aelia Flaccillas und damit der Bruder des Westkaisers Honorius. Sein Vater, der 379 überraschend von Gratian zum Mitkaiser ernannt worden war, hatte ihn bereits im Januar 383 zum Augustus erheben lassen, gab ihm jedoch faktisch keinen Spielraum. Theodosius, der seit 379 für den Osten des Reiches zuständig war, ließ zwar Arcadius am Hof in Konstantinopel zurück, als er 387/88 in den Westen zog, um einen Bürgerkrieg gegen Magnus Maximus zu führen. Federführend war aber der Prätorianerpräfekt (der höchste zivile Verwaltungsbeamte) Flavius Eutolmius Tatianus. Als sein Vater 394 erneut in den Westen zog, blieb Arcadius im Unterschied zu Honorius erneut am Bosporus zurück. Nach dem überraschenden Tod des Theodosius und der faktischen Reichsteilung im Januar 395 übernahm Arcadius mit knapp 18 Jahren nicht nur die Herrschaft über den Osten, sondern rückte zugleich zum senior Augustus mit dem Anspruch auf die Oberhoheit im Gesamtreich auf.

### Herrschaft

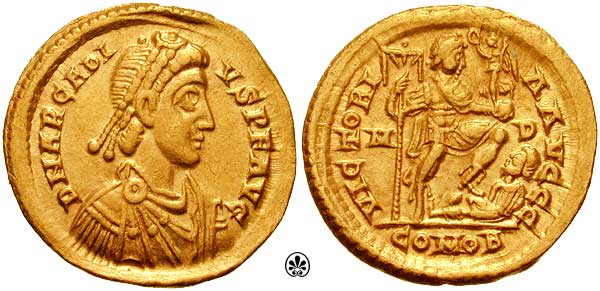
Flavius Arcadius auf einem Solidus

Als Kaiser nannte Arcadius sich Imperator Caesar Flavius Arcadius Augustus und versuchte offenbar, einen eigenen Kurs gegen seinen mächtigsten Berater Rufinus durchzusetzen. Er erließ mehrere Gesetze gegen die Häresie und präsentierte sich als christlicher Kaiser, obwohl er seine Ausbildung auch von paganen Lehrern erhalten hatte. Anstatt die Tochter des Rufinus zur Frau zu nehmen, heiratete er am 27. April 395 Aelia Eudoxia, die Tochter des Bauto, eines ehemaligen magister militum unter Gratian. Dennoch behielt Rufinus zunächst die Macht in den Händen und befand sich in einer ähnlichen Position wie im Westreich Stilicho. Stilicho behauptete, er sei vom sterbenden Theodosius zum Vormund beider Söhne ernannt worden, und begründete damit einen Anspruch auf die Oberhoheit des westlichen Hofes, an dem er sich aufhielt, über den östlichen. Dies lehnten sowohl der senior Augustus Arcadius als auch Rufinus empört ab.
Zwischen beiden Höfen kam es daher schon 395 zu Spannungen, die sich unter anderem in Hinblick auf einige Provinzen im Illyricum äußerten, die Stilicho für das Westreich forderte. Umgekehrt verlangte Arcadius die Überstellung starker Heeresverbände, die 394 mit Theodosius nach Westen gezogen waren. Stilicho musste nachgeben und die Truppen unter dem comes Gainas nach Konstantinopel schicken. Rufinus war allerdings bei der Armee unbeliebt und wurde schließlich im Herbst 395 in Anwesenheit des Kaisers bei einer Parade der aus dem Westen zurückgekehrten Soldaten getötet; dahinter stand angeblich Stilicho, dessen Gefolgsmann Gainas war. Rufinus’ Platz nahm der Eunuch Eutropios ein, der oberste Kammerherr (praepositus sacri cubiculi) des Arcadius. Auch dieser wurde jedoch 399 unter Beteiligung des Gainas gestürzt und anschließend hingerichtet. Der anschließende Versuch des Gainas, den östlichen Hof so zu dominieren, wie es Stilicho im Westen tat, wurde 400 durch den Heermeister Fravitta und einen Aufstand der Bevölkerung niedergeschlagen. Zahlreiche gotische foederati fanden dabei den Tod, was dazu beitrug, dass hohe Militärs (römischer wie nichtrömischer Herkunft) im Osten in der Folge nicht die entscheidende Rolle spielten, die ihnen im Westen zufallen sollte. Vielmehr behielt der Hof die Kontrolle.
In diesen Jahren stand das Ostreich zudem unter dem Druck mehrerer Barbareneinfälle. Von 395 bis 397 plünderten Hunnen die Ostprovinzen. Meuternde westgotische foederati unter Alarich drangen seit 395 mehrmals tief in oströmisches Territorium ein, während es gleichzeitig zu Revolten unter den germanischen Hilfstruppen kam. 399 bestieg mit Yazdegerd I. ein neuer König den persischen Thron, der gegenüber den Römern zunächst feindselig auftrat. Dennoch konnte Arcadius in den Jahren ab 400 wohl ungehindert vom Einfluss seiner Berater selbst regieren.
Kirchengeschichtlich von großer Bedeutung ist die Verbannung Johannes Chrysostomos’, die Arcadius 403 auf Betreiben von Eudoxia erwirkte. Johannes hatte den angeblich ausschweifenden Lebensstil der jungen Kaiserin angeprangert und damit ihren Unmut erregt. Er wurde das Opfer einer Hofintrige: Johannes, einer der wichtigsten Theologen des Christentums, starb am 14. September 407 in der Verbannung. Papst Innozenz I. und Honorius hatten zuvor vergeblich versucht, eine Aufhebung des Bannes zu erwirken.
Nach dem Tod der Eudoxia 404 trat der tatkräftige Prätorianerpräfekt Anthemius als wichtigster Berater des Kaisers hervor, in dessen Schatten Arcadius nun nach außen völlig verschwand. Seinen Pflichten kam Anthemius mit großer Sorgfalt und Kompetenz nach; insbesondere gelang es ihm, nach Beilegung der anfänglichen Spannungen mit Yazdegerd sehr gute Beziehungen mit dem persischen Sassanidenreich herzustellen, was die außenpolitische Lage Ostroms sehr verbesserte. Der Perserkönig soll laut Prokopios von Caesarea sogar vom sterbenden Arcadius 408 zum Vormund seines Sohnes bestellt worden sein. Ob dies stimmt ist in der Forschung sehr umstritten. 
407 brach ein Bürgerkrieg mit Westrom aus, als Alarich im Auftrag Stilichos in oströmisches Gebiet einfiel, doch wurden die Kämpfe abgebrochen, als Westrom an anderen Fronten bedroht wurde. Für 408 einigten sich die beiden Kaiserhöfe zum Zeichen der Versöhnung auf ein gemeinsames Paar Konsuln.
Arcadius hatte vier Kinder: Drei Töchter (Pulcheria, Arcadia und Marina) und den 401 geborenen Sohn und Mitkaiser (seit 402) Theodosius II., der nach dem frühen Tod des Kaisers im Jahr 408 noch im Kindesalter als Augustus den oströmischen Thron bestieg.

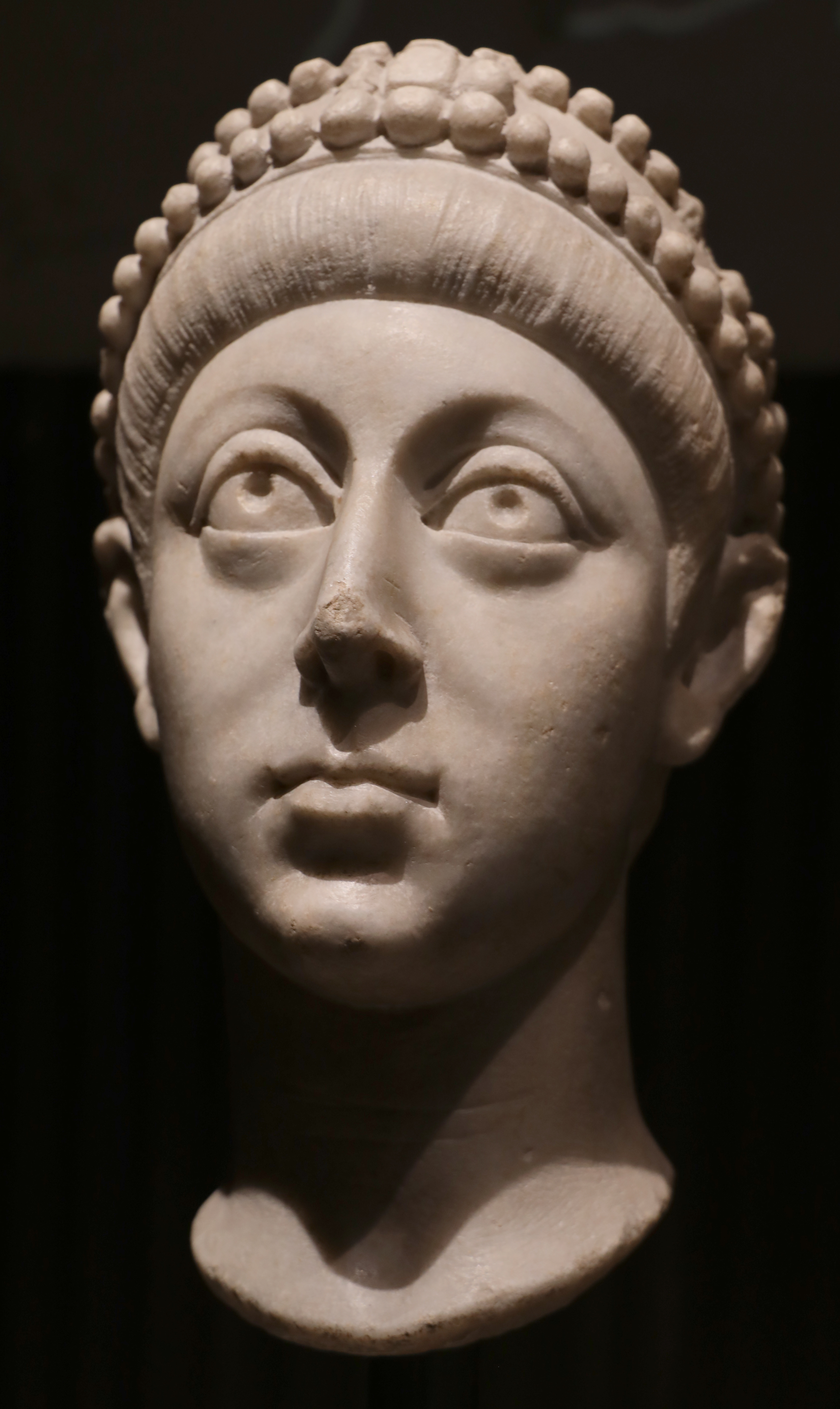
Porträtkopf eines jungen theodosianischen Kaisers, häufig mit Arcadius identifiziert. Archäologisches Museum Istanbul, Inventarnummer 5028

## Bewertung
Die Regierungszeit des Arcadius war eine Krisenzeit für die Entwicklung Ostroms. An den Grenzen war es bedroht (im Norden und Nordwesten von den Germanen, im Illyricum anfangs sogar von Westrom, in Kleinasien von den Hunnen, im Osten zunächst von den Sassaniden), im Inneren kam es zu Aufständen, und das West- und Ostreich entfernten sich aufgrund von Konflikten im Balkanraum immer mehr voneinander (ohne dass dies zur Aufgabe der Vorstellung von einer grundsätzlichen Reichseinheit geführt hätte).
Arcadius und seine Berater reagierten oft nur, statt zu agieren. Ihm selbst wird in mehreren Quellen ein wohlwollender Charakter bescheinigt, doch wird er auch als schwache Persönlichkeit und schwacher Kaiser beschrieben, der dieser Situation nicht gewachsen war. Allerdings muss dabei auch der Tatsache Rechnung getragen werden, dass er etwa seit seinem sechsten Lebensjahr unter der Bevormundung seiner Berater gestanden hatte. Dennoch überstand Ostrom diese Zeit relativ gut, während das Westreich unter Honorius nach 408 bereits erste Auflösungserscheinungen zeigte. Dies ist nicht zuletzt dem äußerst fähigen Anthemius zu verdanken, der noch bis 414 die Geschicke Ostroms bestimmte und ganz wesentlich dazu beitrug, die äußere Lage des Reiches zu verbessern.